# Torre di Sant'Agnese
La torre di Sant'Agnese, anche la Ghibellina, si trova a Pisa lungo le antiche mura presso via Nicola Pisano.

## Storia
La torre fu costruita alla fine del XIII secolo per volere di Federico I da Montefeltro principalmente con i materiali provenienti dalle torri dei guelfi pisani dopo i tumulti tra guelfi e ghibellini per via degli esiti della battaglia della Meloria. Essa era posta a difesa dalla cosiddetta porta dei Lecci che permetteva l'entrata all'interno nella Terzanaia.
La denominazione deriva dall'antica chiesa di Sant'Agnese lì presente.
Nel XV secolo la torre fu completamente ricostruita durante la prima dominazione fiorentina.
La torre di Sant'Agnese, insieme alla torre del Canto (inglobata all'interno del Bastione San Giorgio), la torre Ghibellina e la torre Guelfa, delimitavano l'antica area della Terzanaia (oggi in gran parte scomparsa e nota come Cittadella), dove venivano costruite e riparate le galee repubblicane. In passato le due torri di Sant'Agnese e Guelfa erano collegate da un tratto di mura successivamente fatto demolire da Cosimo I nella metà del XVI secolo.
Attualmente la torre, che ha versato per lunghi anni in stato di forte degrado, è in fase di ristrutturazione assieme alla porzione di mura prospiciente l'area della cosiddetta Terzanaia.

## Caratteristiche
Di struttura massiccia, presenta una pianta quadrata con blocchi in pietra sui cantoni e laterizio per il resto del corpo dell'edificio.
La sua funzione militare ha fatto sì che vi fossero aperte solo alcune piccole aperture di forma e dimensione diverse, alcune incorniciate da pietre, altre con architrave rettangolare o pentagonale. Verso sud forse esisteva anche un ballatoio ligneo sospeso, al quale si accedeva da un portalino ancora esistente.